# キャセイドラゴン航空

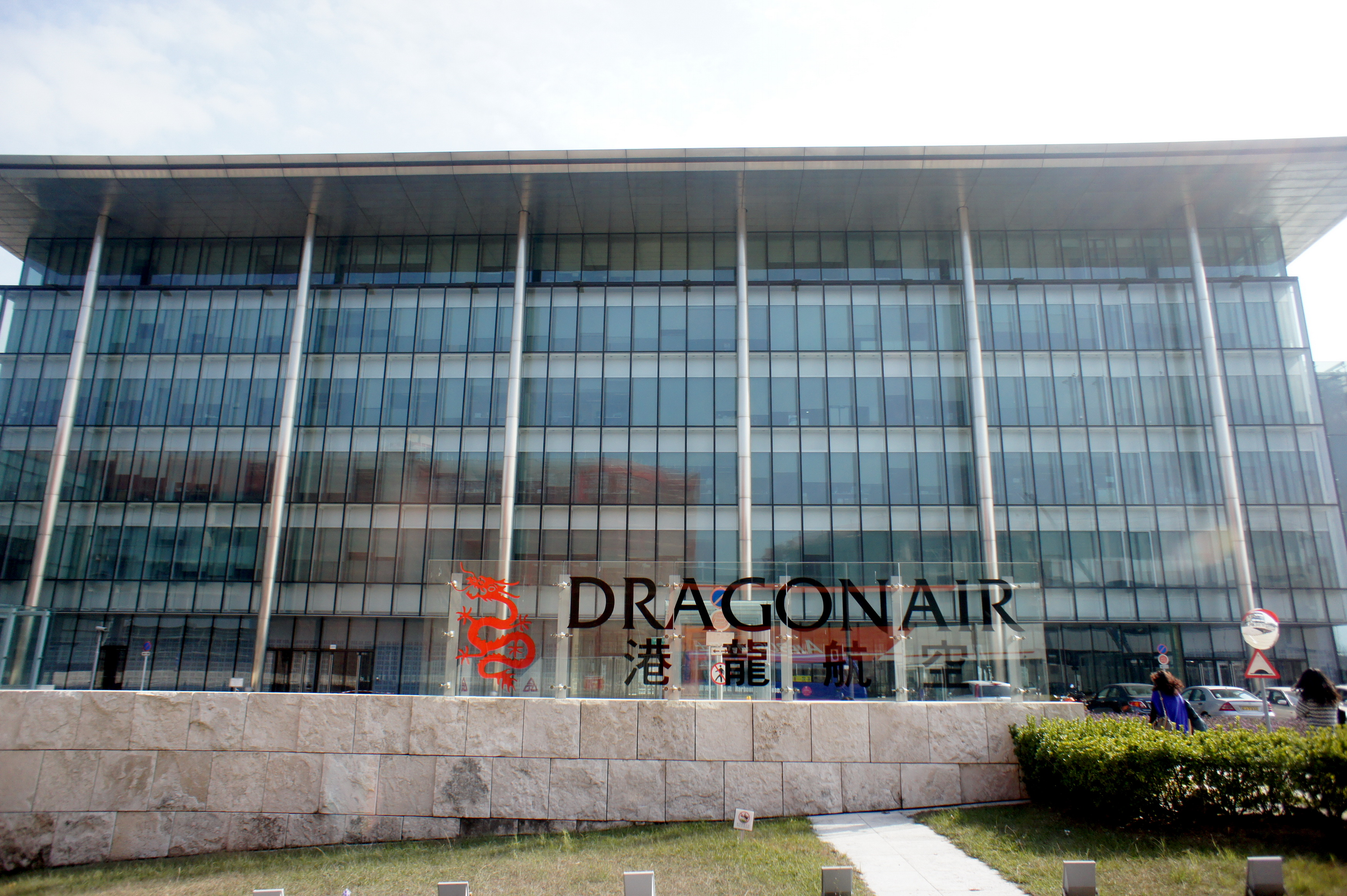
Dragonair House/港龍大厦 - キャセイドラゴン航空の本社

キャセイドラゴン航空（キャセイドラゴンこうくう、國泰港龍航空、Cathay Dragon）は、かつて運航されていた香港を拠点とする航空会社のブランド名。正式社名は港龍航空公司(Hong Kong Dragon Airlines Limited)であった。2020年10月21日運航停止。

## 概要
1985年5月、香港澳門国際投資 (Hong Kong Macau International Investment Corporation) の100%出資により、香港ドラゴン航空が設立される。同年7月には、マレーシアのコタキナバルへ向けてボーイング737-200A型機1機で運航を開始する。1986年にはタイのプーケットへの定期便と、チャーター便形式での中国国内6都市への乗り入れを開始する。
本社屋は、香港国際空港内に位置する。
航空券の座席予約システム（CRS）は、アマデウスITグループが運営するアマデウスを利用している。

### キャセイパシフィック航空との関係
1990年には、中信泰富有限公司 (CITIC Pacific) 、スワイヤー・グループ (Swire Group) 、及びキャセイパシフィック航空が株式の89%を取得、以後スワイヤーのグループ企業として、同グループのキャセイパシフィック航空とは密接な業務提携関係にある。1997年には、それまでキャセイパシフィック航空への委託業務であった貨物部門を自社部門として設立する。1999年には、マイレージプログラムであるアジアマイルに参加、2001年6月にはJALマイレージバンクにも参加を開始した。
かつて、香港ドラゴン航空に於ける資本割合は、中国航空集団有限公司 (China National Aviation Holding Company Ltd.) が43.29%、中信泰富有限公司 (CITIC Pacific Ltd.) が28.50%、太古股分有限公司 (Swire Pacific Ltd.) が7.71%、キャセイパシフィック航空 (Cathay Pacific Airways Ltd.) が17.79%、その他が2.71%となっていた。
しかし2006年6月9日キャセイパシフィック航空と中国国際航空との間で資本の相互提携等が行われ、その一環で香港ドラゴン航空がキャセイパシフィック航空が100％出資する完全子会社になることが発表。これでキャセイパシフィック航空が進出できなかった上海線等に進出することになった。2007年11月1日にワンワールドへ正式に加盟した。
今後も数年はドラゴン航空としての便名は残るものの、実運営面の効率化は進んでいる。成田空港でもドラゴン航空単独の事務所は既に閉鎖され組織はキャセイパシフィック航空に統合されている。成田ではKA就航当時は両社が第1第2と別々のターミナルで運航していたが、2007年6月1日より第2ターミナルに集約された。
2016年1月28日、ブランド名を キャセイドラゴン航空 (國泰港龍航空、Cathay Dragon) に変更することが明らかにされ、2016年11月21日より実施された。

### 運航停止
2020年10月21日、キャセイパシフィック航空グループはキャセイドラゴン航空の運航を即時停止し、ブランドを廃止することを発表した。新型コロナウィルス感染拡大の影響を受け、航空需要が激減していることが理由であり、同日発表された人員削減と共に経営状態の改善策の一環としている。キャセイドラゴン航空が運航していた路線・機材はいずれもキャセイパシフィック航空と、傘下のLCCである香港エクスプレス航空に移管される予定である。

### 日本乗り入れ
日本乗り入れはチャーター便で実績を積んだ後、1988年に鹿児島空港に就航したが1994年に運休。1985年から1987年頃までは愛知県豊山町の名古屋空港に頻繁に臨時チャーター便を飛ばしていたが、中部国際空港開港後は、キャセイパシフィック航空による大型機B777型機乗り入れが実現した事や、2010年代に入ってからは同じ香港籍の香港エクスプレス航空の名古屋就航もあり、再国際化後の羽田線などの新規就航路線開拓に力を入れている。また、1992年には広島空港に、1993年には仙台空港にそれぞれ就航したが、2003年にアジアで猛威を振るった重症急性呼吸器症候群(SARS)の影響で両線とも運休となった。2004年にはこの両線を統合する形で、成田線が就航した。
2007年10月28日から親会社のキャセイパシフィック航空との日本路線の再編整備に伴い、成田線をキャセイパシフィック航空に移管し廃止し、福岡線にキャセイパシフィック航空の福岡－台北－香港線を補完する形で新たに直行便就航し、仙台線を再開した。しかし仙台線を2008年3月29日で定期便を休止、福岡線を2009年5月31日をもって定期便を休止、以後チャーター便で対応していたが、2010年10月31日より福岡への定期便が再開された。
（日本語版プレスリリースを参照）
2010年10月31日より、那覇空港に就航した。
2015年3月29日より、羽田線（1日1往復）を新規開設し、再び東京へ進出した。
2015年8月16日より、広島線を再開した。
2016年10月27日 広島線再度運休。
2017年10月29日をもって、羽田線を運休。その一方で福岡線をキャセイパシフィック航空の福岡－台北－香港線の運休に伴い、機材を大型化した。
2018年3月1日より、羽田線を運航再開した。ダイヤは従来の深夜便から早朝便に変更し、2018年夏スケジュール以降も継続運航。
2018年12月19日より、徳島空港に就航。
2019年10月30日より、新潟空港に就航。
2019年11月5日より、羽田線を再度運休。

## サービス
機内クラスはファーストクラス・ビジネスクラス・エコノミークラスの3クラス制である。ファーストクラスはエアバス A330-300 のみに設定されており、その他の機材はビジネスクラスとエコノミークラスの2クラス制になっている。機内サービスは、スカイトラックス社の調査において6年連続でベストエアラインチャイナを受賞している。

## 就航都市
| キャセイドラゴン航空 就航都市 (2019年4月現在) | キャセイドラゴン航空 就航都市 (2019年4月現在) | キャセイドラゴン航空 就航都市 (2019年4月現在)      | キャセイドラゴン航空 就航都市 (2019年4月現在)                     | キャセイドラゴン航空 就航都市 (2019年4月現在) |
| --------------------------------------------- | --------------------------------------------- | -------------------------------------------------- | ----------------------------------------------------------------- | --------------------------------------------- |
| 国/地域                                       | 都市                                          | 空港                                               | 備考                                                              |                                               |
| 東アジア                                      |                                               |                                                    |                                                                   |                                               |
| 香港                                          | 香港                                          | 香港国際空港                                       | メインハブ空港                                                    |                                               |
| 台湾                                          | 台北                                          | 台湾桃園国際空港                                   |                                                                   |                                               |
| 台湾                                          | 高雄                                          | 高雄国際空港                                       |                                                                   |                                               |
| 台湾                                          | 台中                                          | 台中国際空港                                       |                                                                   |                                               |
| 中国                                          | 北京                                          | 北京首都国際空港                                   |                                                                   |                                               |
| 中国                                          | 上海                                          | 上海浦東国際空港                                   |                                                                   |                                               |
| 中国                                          | 上海                                          | 上海虹橋国際空港                                   |                                                                   |                                               |
| 中国                                          | 広州                                          | 広州白雲国際空港                                   |                                                                   |                                               |
| 中国                                          | 長沙                                          | 長沙黄花国際空港                                   |                                                                   |                                               |
| 中国                                          | 成都                                          | 成都双流国際空港                                   |                                                                   |                                               |
| 中国                                          | 重慶                                          | 重慶江北国際空港                                   |                                                                   |                                               |
| 中国                                          | 福州                                          | 福州長楽国際空港                                   |                                                                   |                                               |
| 中国                                          | 杭州                                          | 杭州蕭山国際空港                                   |                                                                   |                                               |
| 中国                                          | 西安                                          | 西安咸陽国際空港                                   |                                                                   |                                               |
| 中国                                          | 昆明                                          | 昆明長水国際空港                                   |                                                                   |                                               |
| 中国                                          | 南京                                          | 南京禄口国際空港                                   |                                                                   |                                               |
| 中国                                          | 寧波                                          | 寧波櫟社国際空港                                   |                                                                   |                                               |
| 中国                                          | 海口                                          | 海口美蘭国際空港                                   |                                                                   |                                               |
| 中国                                          | 三亜                                          | 三亜鳳凰国際空港                                   |                                                                   |                                               |
| 中国                                          | 武漢                                          | 武漢天河国際空港                                   |                                                                   |                                               |
| 中国                                          | 廈門                                          | 廈門高崎国際空港                                   |                                                                   |                                               |
| 中国                                          | 桂林                                          | 桂林両江国際空港                                   |                                                                   |                                               |
| 中国                                          | 鄭州                                          | 鄭州新鄭国際空港                                   |                                                                   |                                               |
| 中国                                          | 温州                                          | 温州龍湾国際空港                                   |                                                                   |                                               |
| 中国                                          | 青島                                          | 青島流亭国際空港                                   |                                                                   |                                               |
| 中国                                          | 南寧                                          | 南寧呉圩国際空港                                   | [ 14 ]                                                            |                                               |
| 中国                                          | 済南                                          | 済南遥墻国際空港                                   | [ 15 ]                                                            |                                               |
| 日本                                          | 福岡                                          | 福岡空港                                           |                                                                   |                                               |
| 日本                                          | 新潟                                          | 新潟空港                                           | 季節便                                                            |                                               |
| 日本                                          | 徳島                                          | 徳島空港                                           | 季節便                                                            |                                               |
| 日本                                          | 沖縄                                          | 那覇空港                                           |                                                                   |                                               |
| 韓国                                          | 釜山                                          | 金海国際空港                                       |                                                                   |                                               |
| 韓国                                          | 済州                                          | 済州国際空港                                       |                                                                   |                                               |
| 南アジア                                      |                                               |                                                    |                                                                   |                                               |
| バングラデシュ                                | ダッカ                                        | シャージャラル国際空港                             |                                                                   |                                               |
| インド                                        | バンガロール                                  | ベンガルール国際空港                               |                                                                   |                                               |
| インド                                        | コルカタ                                      | ネータージー・スバース・チャンドラ・ボース国際空港 |                                                                   |                                               |
| ネパール                                      | カトマンズ                                    | トリブバン国際空港                                 |                                                                   |                                               |
| 東南アジア                                    |                                               |                                                    |                                                                   |                                               |
| カンボジア                                    | プノンペン                                    | プノンペン国際空港                                 |                                                                   |                                               |
| カンボジア                                    | シェムリアップ                                | シェムリアップ国際空港                             | 季節便                                                            |                                               |
| マレーシア                                    | クアラルンプール                              | クアラルンプール国際空港                           | 2017年3月からキャセイパシフィック航空の路線移管に伴い運航開始     |                                               |
| マレーシア                                    | ペナン                                        | ペナン国際空港                                     |                                                                   |                                               |
| フィリピン                                    | クラーク                                      | ディオスダド・マカパガル国際空港                   |                                                                   |                                               |
| フィリピン                                    | ダバオ                                        | ダバオ国際空港                                     | [ 17 ]                                                            |                                               |
| タイ                                          | プーケット                                    | プーケット国際空港                                 |                                                                   |                                               |
| タイ                                          | チェンマイ                                    | チェンマイ国際空港                                 |                                                                   |                                               |
| ベトナム                                      | ハノイ                                        | ノイバイ国際空港                                   |                                                                   |                                               |
| ベトナム                                      | ダナン                                        | ダナン国際空港                                     |                                                                   |                                               |
| インドネシア                                  | デンパサール                                  | ングラ・ライ国際空港                               |                                                                   |                                               |
| インドネシア                                  | メダン                                        | クアラナム国際空港                                 | [ 17 ]                                                            |                                               |
| ミャンマー                                    | ヤンゴン                                      | ヤンゴン国際空港                                   |                                                                   |                                               |
| 休・廃止路線                                  |                                               |                                                    |                                                                   |                                               |
| 日本                                          | 東京                                          | 成田国際空港                                       | キャセイパシフィック航空に移管                                    |                                               |
| 日本                                          | 東京                                          | 東京国際空港（羽田空港）                           | 2019年11月5日より運休                                             |                                               |
| 日本                                          | 仙台                                          | 仙台空港                                           |                                                                   |                                               |
| 日本                                          | 広島                                          | 広島空港                                           |                                                                   |                                               |
| 日本                                          | 鹿児島                                        | 鹿児島空港                                         |                                                                   |                                               |
| マレーシア                                    | コタキナバル                                  | コタキナバル国際空港                               |                                                                   |                                               |
| フィリピン                                    | マニラ                                        | ニノイ・アキノ国際空港                             | 2015年3月29日から、キャセイパシフィック航空のコードシェア便に変更 |                                               |

香港から中国本土（一部コードシェア便）行きの便を含めて、旅客便はアジア各地の32箇所に就航している。

## 機材

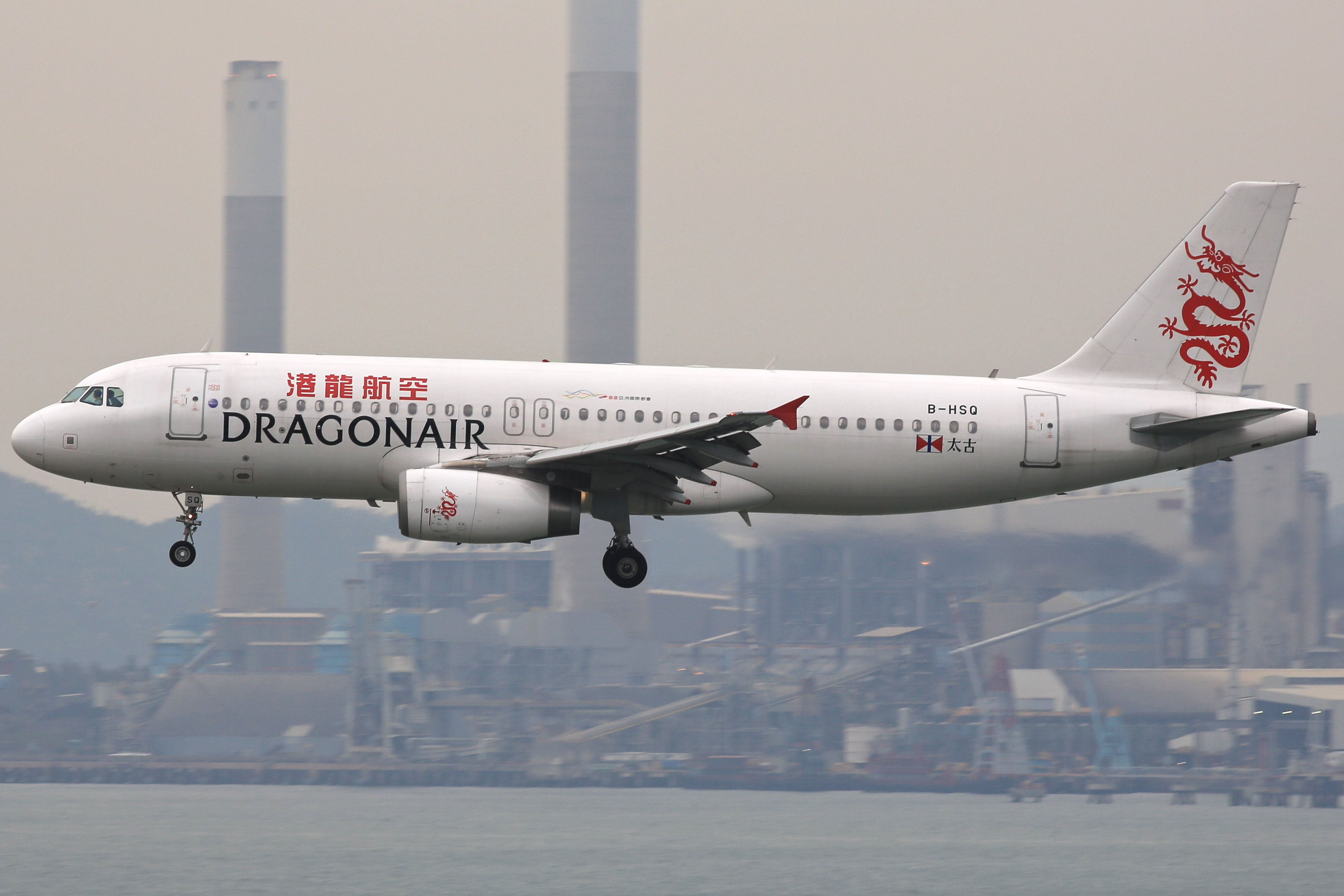
エアバスA320-200 (旧塗装)

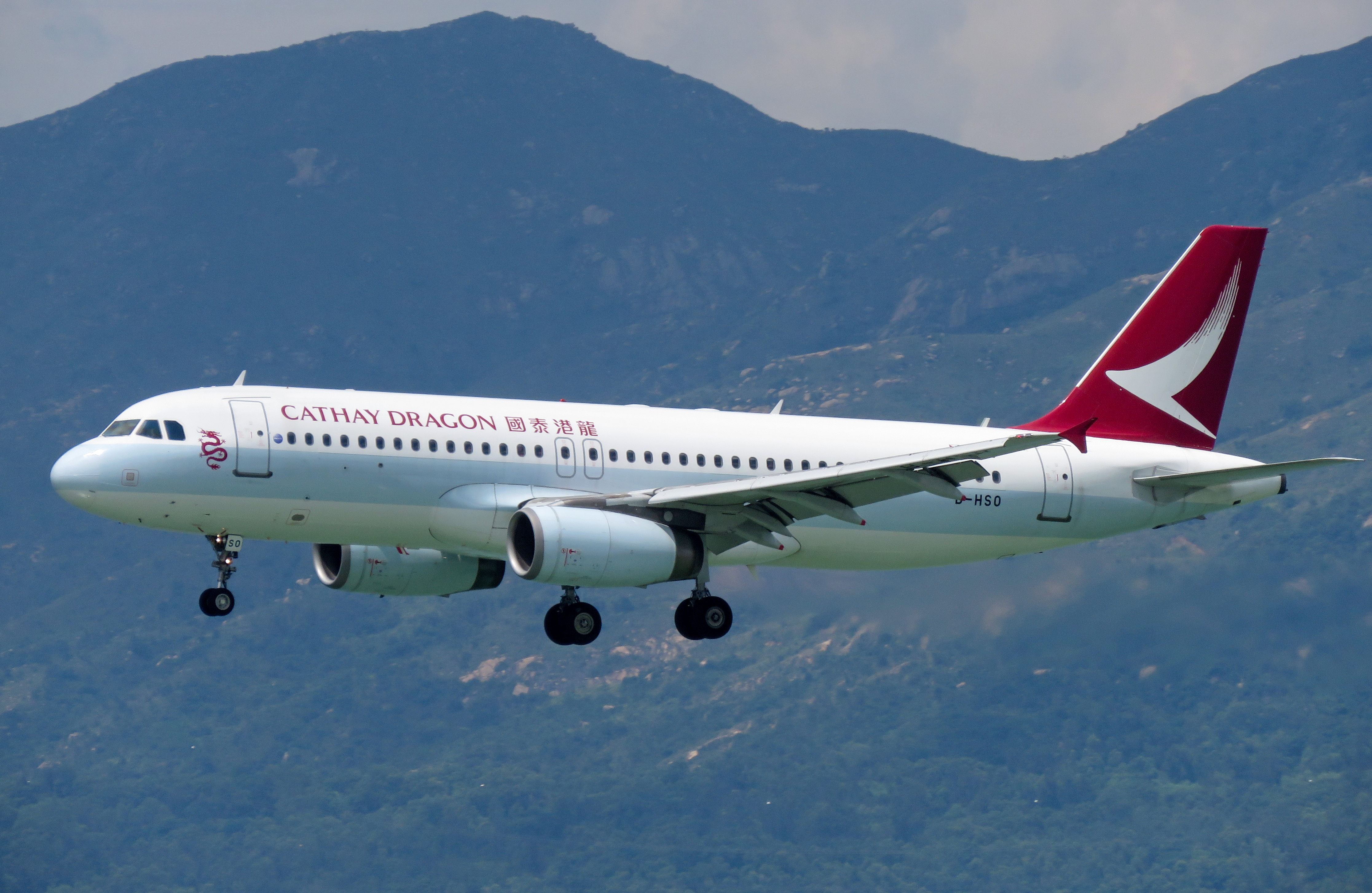
エアバスA320-200

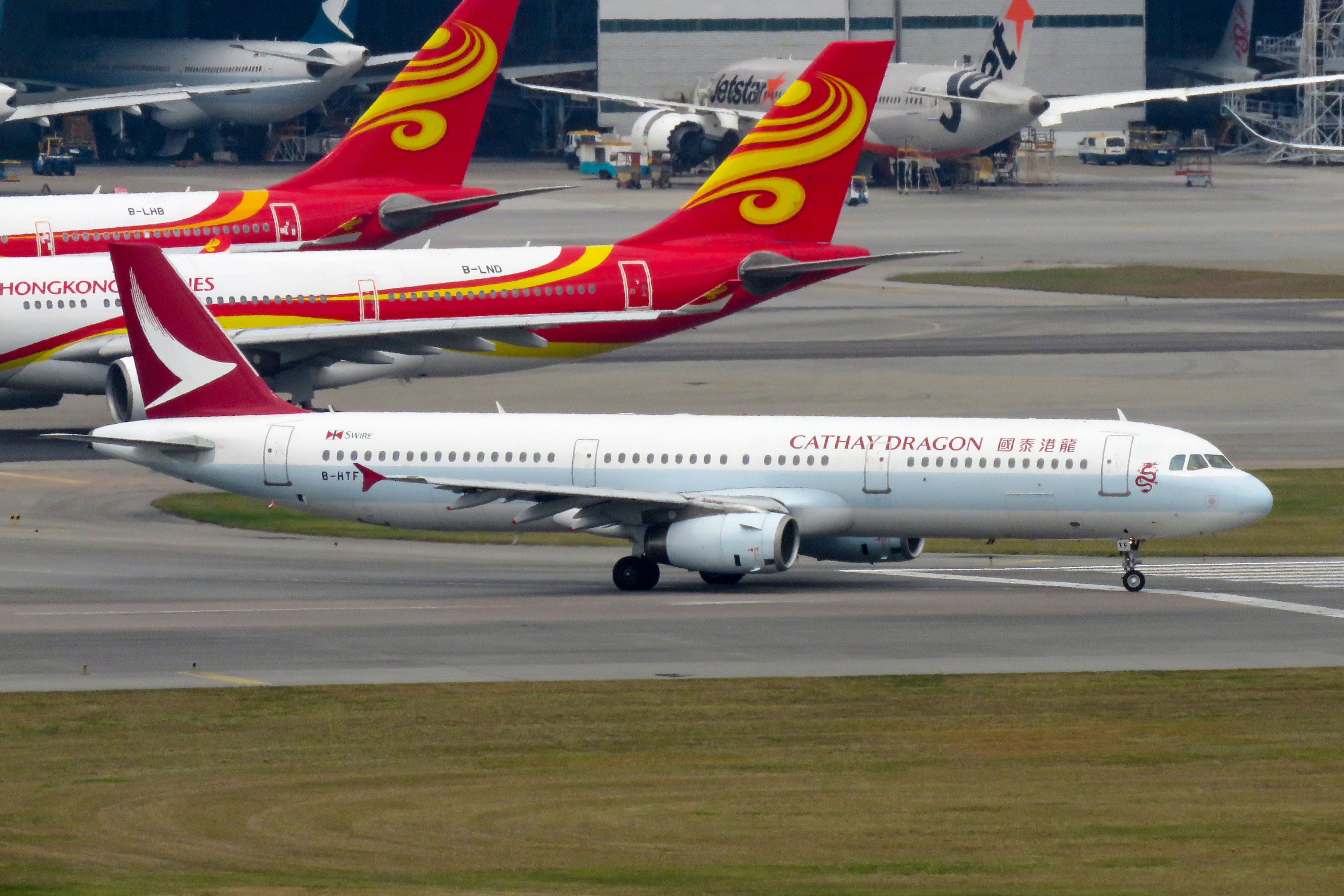
エアバスA321-200

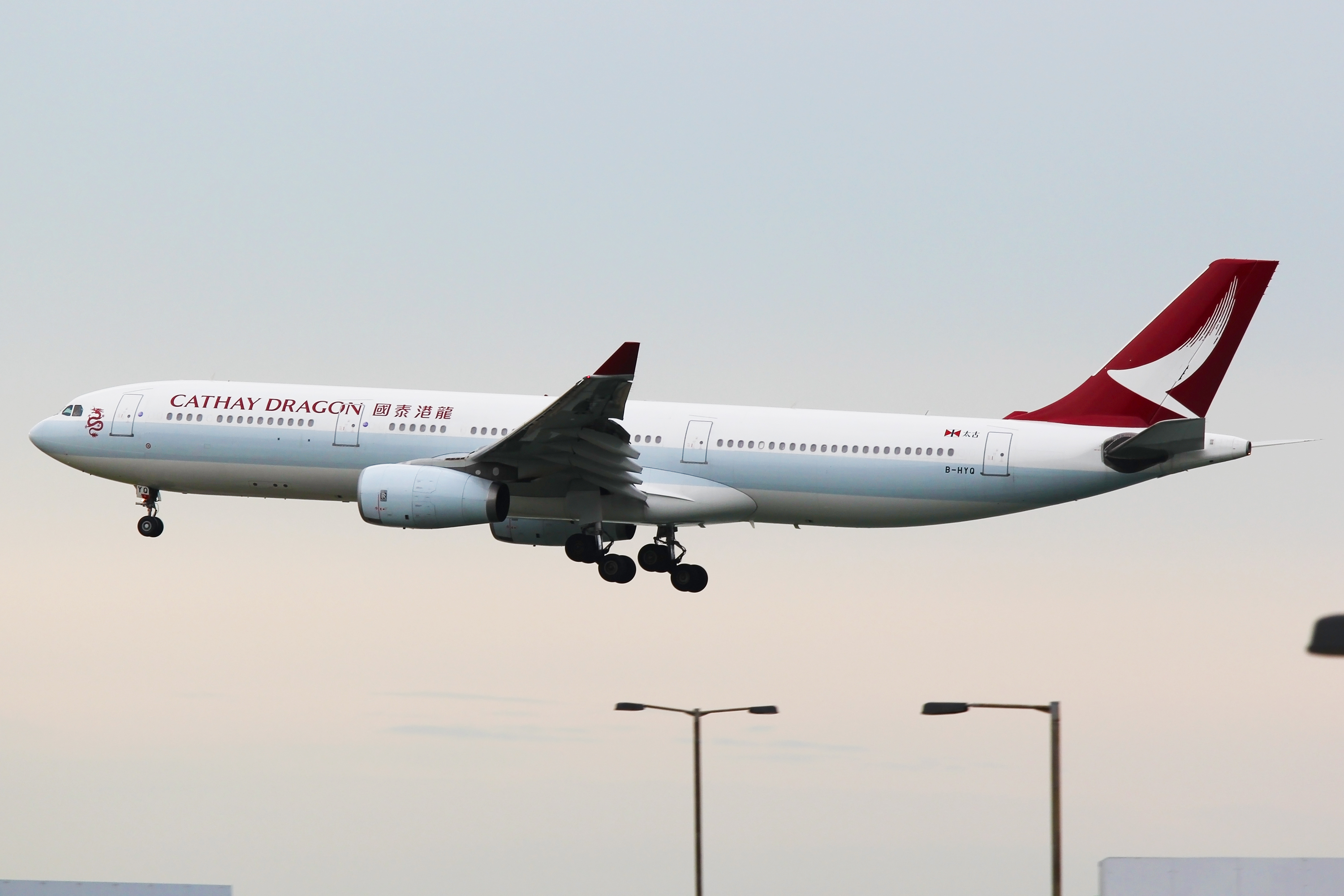
エアバスA330-300型機

### 塗装
香港ドラゴン航空のカラーリングは機体全体が白を基調として、尾翼にはロゴマークの赤い龍が塗装されていた。またこのマークは、左右エンジンカバーにも描かれていた。機体前部には、赤い文字で中国語表記である港龍航空の文字と、黒い文字でDRAGONAIRとペイントされていた。
2016年のブランド変更と同時に新塗装も発表され、その初号機となるエアバスA330-300（機体番号：B-HYO）を4月11日のKA900便（香港発北京行）より就航を開始した。今後約5年をかけて、現有機材を全て新塗装に変更させる。この新塗装は、親会社のキャセイパシフィック航空とブランド共通化を図る目的で、尾翼は赤色地にキャセイパシフィック航空と同じブラッシュウィングを使用。機体前部には、CATHAY DRAGON 国泰港龍の赤い文字に赤い龍を描いたデザインに仕上げられた。

### 保有機材
| 機材             | 保有数 | 保有数 | 発注数 | 座席数 | 座席数 | 座席数 | 座席数 | 備考                                                      |
| 機材             | 保有数 | 保有数 | 発注数 | F      | J      | Y      | 計     | 備考                                                      |
| ---------------- | ------ | ------ | ------ | ------ | ------ | ------ | ------ | --------------------------------------------------------- |
| エアバスA320-200 | 15     | 15     | —      | —      | 8      | 150    | 158    | A321NEO新導入機と置き換え予定                             |
| エアバスA320-200 | 15     | 15     | —      | —      | 8      | 156    | 164    | A321NEO新導入機と置き換え予定                             |
| エアバスA320-200 | 15     | 15     | —      | —      | —      | 168    | 168    | A321NEO新導入機と置き換え予定                             |
| エアバスA321-200 | 8      | 8      | 2      | —      | 24     | 148    | 172    | リニューアル実施済み A321NEO新導入機と置き換え予定        |
| エアバスA321NEO  | —      | —      | 32     | —      | —      | —      | —      | 2020年から受領予定                                        |
| エアバスA330-300 | 26     | 6      | —      | 8      | 42     | 230    | 280    | リニューアル実施済み                                      |
| エアバスA330-300 | 26     | 13     | —      | —      | 42     | 265    | 307    | リニューアル実施済み                                      |
| エアバスA330-300 | 26     | 5      | —      | —      | 24     | 293    | 317    | 全機キャセイパシフィック航空から移管 リニューアル実施済み |
| 計               | 49     | 49     | 32     |        |        |        |        |                                                           |

備考欄に「リニューアル実施済み」と記された機材は、全クラスの座席に個人用モニタが設置されている。

### 退役済機材
- エアバスA300 (貨物機)
- ボーイング737-200 (1985年導入)
- ボーイング747-200 (貨物機、2001年導入)
- ボーイング747-300 (貨物機、2001年導入)
- ボーイング747-400 (キャセイパシフィック航空へ貨物機として移管)
- ロッキード L-1011 トライスター (キャセイパシフィック航空からリース、1990年4月導入)

- ボーイング747-300F
- ボーイング747-200F
- ボーイング747-400F

### 特別塗装機
- 「THE SPIRIT OF HONG KONG 香港精神号（4代目）」

エアバスA330-300(B-HYB)- エアバスA330-300（香港精神号）